# Волосовський район
Во́лосовський муніципа́льний райо́н — муніципальне утворення у південно-західній частині Ленінградської області. Адміністративний центр — місто Волосово, звідси назва району.
Створений у вересні 1927 року. З 1963 по 1965 входив до складу Кінгісеппського сільського району. Площа району — 2,73 тис.км², що становить 3,65 % площі області. За цим показником район займає 14-е місце у регіоні. З півночі на південь район витягнутий на 65 км, із заходу на схід — на 55 км.
Межує:
- На сході — з Гатчинським муніципальним районом
- На південному сході — з Лузьким муніципальним районом
- На південному заході — з Сланцевським муніципальним районом
- На заході — з Кінгісеппським муніципальним районом
- На півночі — з Ломоносовським муніципальним районом

Чисельність населення станом 2014 рік — 51 412 осіб.